# Микулаш Минарж
Микулаш Минарж (на чешки: Mikuláš Minář) е чешки активист. От януари 2018 г. е председател на организацията „Милион моменти“, която ръководи кампанията „Милион моменти за демокрация“.

## Биография
Роден е на 6 март 1993 г. във Водняни, Чехия. Той е скаутски водач и следва философия във Философския факултет и теология в Евангелския теологичен факултет на Карловия университет в Прага. През 2017 г. прекъсва следването си, за да се посвети изцяло на гражданска активност.
След парламентарните избори през есента на 2017 г., които са спечелени от движението АНО на Андрей Бабиш, започва да се ангажира с гражданска дейност в отговор на предизборния договор на Андрей Бабиш с гражданите на Чехия, в който се ангажира да развива и подкрепя демокрацията в страната. Минарж го смятя за наглост, защото Бабиш е изправен пред наказателно преследване, а също е и собственик на медии. Минарж смята, че когато Бабиш прави обещания пред гражданите, той ще ги изпълни. Затова инициира петиция с молба Бабиш да изпълни обещанията си. Петиция „Момент за Андрей“ е публикувана на 17 ноември 2017 г. (в деня на борбата за свобода и демокрация). Над 5000 чехи подписват петицията през първия месец след публикуването ѝ, а през януари 2018 г. броят на подписалите надхвърля 20 000. Андрей Бабиш кани инициаторите на петицията на лична среща в централата на АНО. Вносителите на петицията, водени от Минарж отговарят с отворено писмо. В него обявяват, че отказват срещата и го канят на публична среща, или да бъде записана и публикувана.
На 31 януари 2018 г. авторите на петицията регистрират сдружението „Милион моменти“, което се оглавява от Минарж. След основаването на сдружението той прекъсва обучението си и започва да се посвещава на организирането на демонстрации. Той е главният организатор на демонстрациите срещу назначаването на Мари Бенешова за министъра на правосъдието и впоследствие за оставката ѝ и за оставката на министър-председателя Андрей Бабиш, която се състи в Прага и други градове на Чехия през април, май и юни 2019 г.